# Ptosima undecimmaculata
Ptosima undecimmaculata es una especie de escarabajo joya del género Ptosima, de la subfamilia Polycestinae, orden Coleoptera.

## Distribución
Se distribuye por la ecozona del Paleártico.

## Taxonomía
Fue descrita por Herbst en 1784.